# Stade Louis II. (1939)
Stade Louis II. byl fotbalový stadion v přístavu Fontvieille v Monaku. Byl postaven ve třicátých letech 20. století jako domácí stadion klubu AS Monaco FC, slavnostní otevření proběhlo 23. dubna 1939. Kapacita stadionu činila 12 000 diváků. Uzavřen byl v roce 1985, kdy ho nahradil aktuálně používaný stadion Stade Louis II., který byl nově vystavěn o 200 metrů dále, blíže k francouzským hranicím.
Stadion byl pojmenován podle monackého knížete Ludvíka II., který Monaku vládl v období jeho výstavby.